# Sœurs passionistes de Saint Paul de la Croix
Les sœurs passionistes de Saint Paul de la Croix sont une congrégation religieuse féminine enseignante et hospitalière de droit pontifical.

## Histoire
Après son veuvage, la marquise florentine Marie Madeleine Frescobaldi (it) (1771-1839) se consacre aux soins des femmes malades à l'hôpital Bonifacio (it) où elle voit la réalité de la prostitution. Elle décide alors d'orienter son apostolat vers la réhabilitation des prostituées ; quatre premières jeunes femmes rassemblées par Frescobaldi forment une congrégation portant le nom de servantes passionnistes. Pour rédiger ses constitutions, la fondatrice s'inspire de la règle des moniales passionistes de saint Paul de la Croix (1694-1775). En 1817, on ajoute le nom de saint Paul de la Croix à la communauté.
La congrégation est supprimée par les lois anticléricales du gouvernement italien en 1866. Elle est restaurée le 14 septembre 1872 par le Père Giuseppe Fiammetti et deux sœurs. Elle obtient en 1875 la reconnaissance de l'archidiocèse de Florence.
L'institut reçoit le décret de louange le 17 juin 1931 et ses constitutions sont définitivement approuvées par le Saint-Siège en 1939.
Une sœur de la congrégation, Maria Conchita Farani (1906-1963) en religion Antoinette de saint Michel archange, est reconnu vénérable le 13 juin 1992.

## Fusion
- 1968 : Les Sœurs missionnaires de la Sainte Croix fondées le 8 décembre 1927 à Wezembeek-Oppem par Marthe Vandeputte (1891-1967) en religion Marie-Marthe de Jésus Crucifié dans un but missionnaire lié à la spiritualité passioniste. En 1932, la jeune congrégation déménage à Tirlemont où un grand monastère est construit[3],[4]. En 1934, les premières missionnaires partent pour le Congo, où elles se mettent au service des populations les plus pauvres aux côtés des Pères Passionistes. Elles fusionnent avec les sœurs passionistes de Saint Paul de la Croix le 28 septembre 1968[5].

## Activités et diffusion
Les sœurs se dévouent aux personnes les plus marginalisées et soumises à l'exploitation et aux centres de promotion de la femme.
En 2013, elles étaient présentes en:
- Europe : Belgique, Biélorussie, Bulgarie, France, Italie, Pologne, Portugal, Espagne.
- Amérique : Bolivie, Brésil, Canada, Colombie, Cuba, Équateur, Panama, Paraguay, Pérou.
- Afrique : République démocratique du Congo, Côte d'Ivoire, Kenya, Nigéria, Tanzanie.
- Asie : Corée du Sud, Inde, Indonésie, Philippines.
- Océanie : Australie.

La maison-mère est à Rome. 
En 2017, la congrégation comptait 1001 sœurs dans 154 maisons.